# Jan Radeker
Jan Radeker (Joannes, Johannes Radeker) (Haarlem, gedoopt 11 maart 1738 – aldaar, 8 november 1799) was een Nederlands organist en beiaardier.
Hij was zoon van organist en beiaardier Hendrik Radeker en Anna Catharina Schats, die hem lieten dopen in de Lutherse Kerk te Haarlem. Hijzelf was tussen 1763 en 1781 getrouwd met Johanna Meyer, tussen 1871 tot 1788 met Margaretha Scheltinga (beide huwelijken eindigden in verband met het overlijden van de vrouw) en op het eind van zijn leven met Geertruid Harmsen.
Zijn muziekopleiding verkreeg hij van zijn vader, waarna hij in 1762 organist werd in Beverwijk. In 1765 werd hij benoemd tot assistent van zijn vader in de Grote of Sint-Bavokerk te Haarlem. Al bij het leven van zijn vader was bepaald dat hij de opvolger zou worden en hij kreeg dan ook de aanstelling op 3 september 1774 (drie jaar na het overlijden van zijn vader). Destijds was stadsorganist een ambtenarenbaan, Radeker verdiende kreeg een behoorlijke vergoeding van 1000 gulden per jaar.
Na zijn overlijden volgde Johann Peter Schumann hem op 10 januari 1801 op.
Net zoals zijn vader componeerde hij ook, van hem bekend is zijn Tre sonate per il clavecembalo obligato, accompagnato con violine (zijn opus 1 uit 1762, organist der Stede Beverwijk). De sonate voor klavecimbel en viool was destijds in de mode. In 1775 werd van hem uitgebracht Korte beschrijving van het beroemde en prachtige orgel in de Groote of St- Bavoos Kerk te Haarlem, een boek dat in 1974 een herdruk kreeg.